# 寬保
寬保是日本的年號之一。在元文之後，延享之前。指1741年到1744年的期間。這個時代的天皇是櫻町天皇。江戸幕府的將軍是德川吉宗。

## 改元
- 元文6年2月27日（1741年4月12日） 基於讖緯説，因遇到辛酉革命而改元
- 寬保4年2月21日（1744年4月3日） 改元為延享

## 出典
出自《國語·周語》之「寬所以保本也、注曰、本位也、寬則得眾」。

## 寬保年間要事
- 寬保海嘯

## 西元對照表
| 寬保 | 元年   | 2年    | 3年    | 4年    |
| ---- | ------ | ------ | ------ | ------ |
| 西曆 | 1741年 | 1742年 | 1743年 | 1744年 |
| 干支 | 辛酉   | 壬戌   | 癸亥   | 甲子   |

| 前一年號： 元文 | 日本年號 | 下一年號： 延享 |